# Tapajazz
O Tapajazz é um festival anual brasileiro de música instrumental, e centro formativo anual, realizado no distrito santareno de Alter-do-Chão (cidade brasileira de Santarém) e na capital paraense de Belém (no estado do Pará), na região turística do Baixo Amazonas, promovido pela Fábrica de Produções, idealizado por Guilherme Taré em 2014. É patrimônio cultural de nível estadual.
É o primeiro festival do gênero musical realizado em um município do interior e, um dos quatro na região amazônica. Faz parte das celebrações do festival cultural paraense Çairé. Onde os músicos são convidados ao palco para improvisar musicalmente sem ensaio prévio, levando ao público diferentes artistas e sua forma singular de tocar um instrumento.

## História
Em 2014, o festival foi idealizado por Guilherme Taré Moura, inspirado na Feira Literária de Paraty, que acontece às marges do rio Tapajós, que inspirou o nome deste festival e o nome do seu patrono, o saudoso violonista paraense Sebastião Tapajós, falecido em outubro de 2021.
Em 2015, ocorreu o lançamento do DVD duplo “Tapajazz 2014”, com participação de Sebastião Tapajós e Toninho Horta, guitarrista fundador do Clube da Esquina. O DVD foi produzido pela Fábrica de Produções com direção do Guilherme Taré.
Possui também a edição que ocorre na capital paraense, Belém do Pará, chamada Tapajazz Festival Mostra Belém, iniciado em 2020 com direção e produção de Guilherme Taré.
Em 2021, o festival foi aclamado como patrimônio cultural de natureza imaterial do estado do Pará. durante o governo estadual de Helder Barbalho, por iniciativa da então deputada estadual Marinor Brito, presidente da Comissão de Cultura da Assembléia Legistlativa.

## Participantes
Já marcaram presença no evento os artistas: Hermeto Paschoal, Hamilton de Holanda, Toninho Horta, Yamandu Costa, o patrono do festival Sebastião Tapajós, Armandinho Macedo, Badi Assad, Amazônia Jazz Band, Márcio Jardim, Arismar do Espírito Santo, Ney Conceição Quinteto, Andreson Dourado, Grupo Manari, Espanta Cão, Muiraquimbó Orquestra, Silvan Galvão, Edmarcio Paixão, Canto de Várzea, Trio Lobita, Alan Gomes, Zé Paulo Becker, Delcley Machado, Michael Pipoquinha, Pedro Martins, Filó Machado Trio, Jane Duboc, Amaro de Freitas, Nego Nelson, Jaques Morelenbaum, e Grupo Wakerê.

## Alter-do-Chão
Alter-do-Chão foi fundada em 1626, pelo militar português Pedro Teixeira e, foi elevada a categoria de villa e distrito em 1758 subordinado administrativamente á cidade de Santarém (na Mesorregião do Baixo Amazonas), por Francisco Xavier de M. Furtado, governador da capitania do Grão-Pará (1621–1821), durante o contexto do Brasil Colônia. Durante os séculos XVII e XVIII, a região recebeu diversas missões religiosas comandadas pelos jesuítas (ordem Companhia de Jesus), quando era habitada majoritariamente por comunidades indígenas Boraris. Estas deixaram vestígios em locais com grande quantidade de pedaços de barro e frequentemente são encontradas peças na forma de cabeça de urubu, círculos com furo no meio, cachimbos, machados de pedra polida, etc.